# Кякале
Кякале (ингуш. Кхаькхале; букв, «три покрытия», три населённых пункта
(Эгикал, Хамхи и Таргим)) — историческая местность на Северном Кавказе. Ныне территория входит в Джейрахский район Ингушетии. Территория исторического проживания ингушского общества Кякалой. Выходцы из Кякале считают себя истинными галгайцами.

## География
Локализовалось в бассейне реки Асса в ее верхнем течении, начиная от устья Гулойхи на юге и до Скалистого хребта на севере, а также от пр. б. Гийр-хий и разв. Бийсара и Салги на западе и до истока реки Форта на востоке. На западе Кхаькхале граничил с Вабо, на юге и юго-востоке с Грузией и Цхора, на севере с Арстах.

## Населённые пункты
- Эгикал
- Хамхи
- Таргим